# Euchlaena irraria
Euchlaena irraria är en fjärilsart som beskrevs av Barnes och Mcdunnough 1916. Euchlaena irraria ingår i släktet Euchlaena och familjen mätare. Inga underarter finns listade i Catalogue of Life.